# 钦北区
钦北区是中国广西壮族自治区钦州市所辖的一个市辖区，位于钦州市西北部。區政府駐钦州湾大道156号。

## 行政区划
钦北区下辖3个街道办事处、11个镇：
长田街道、鸿亭街道、子材街道、大垌镇、平吉镇、青塘镇、小董镇、板城镇、那蒙镇、长滩镇、新棠镇、大直镇、大寺镇和贵台镇。

## 人口
根據第七次人口普查數據，截至2020年11月1日零時，常住人口為720442人。

## 交通

### 公路
- 兰海高速、 清凭高速、 合那高速、 210国道、 242国道、 325国道、 359国道

### 鐵路
- 钦州东站：欽北高速鐵路、欽北鐵路

## 风景名胜
- 冯子材故居